# Emre Belözoğlu
Emre Belözoğlu (Istambul, 7 de setembro de 1980) é um treinador e ex-futebolista turco que atuava como meio-campista. Atualmente comanda o Ankaragücü.

## Carreira

### Clubes
Um talentoso meia com boa saída de bola, foi revelado pelo Galatasaray e passou por Internazionale, Newcastle, Fenerbahçe, Atlético de Madrid e İstanbul Başakşehir.

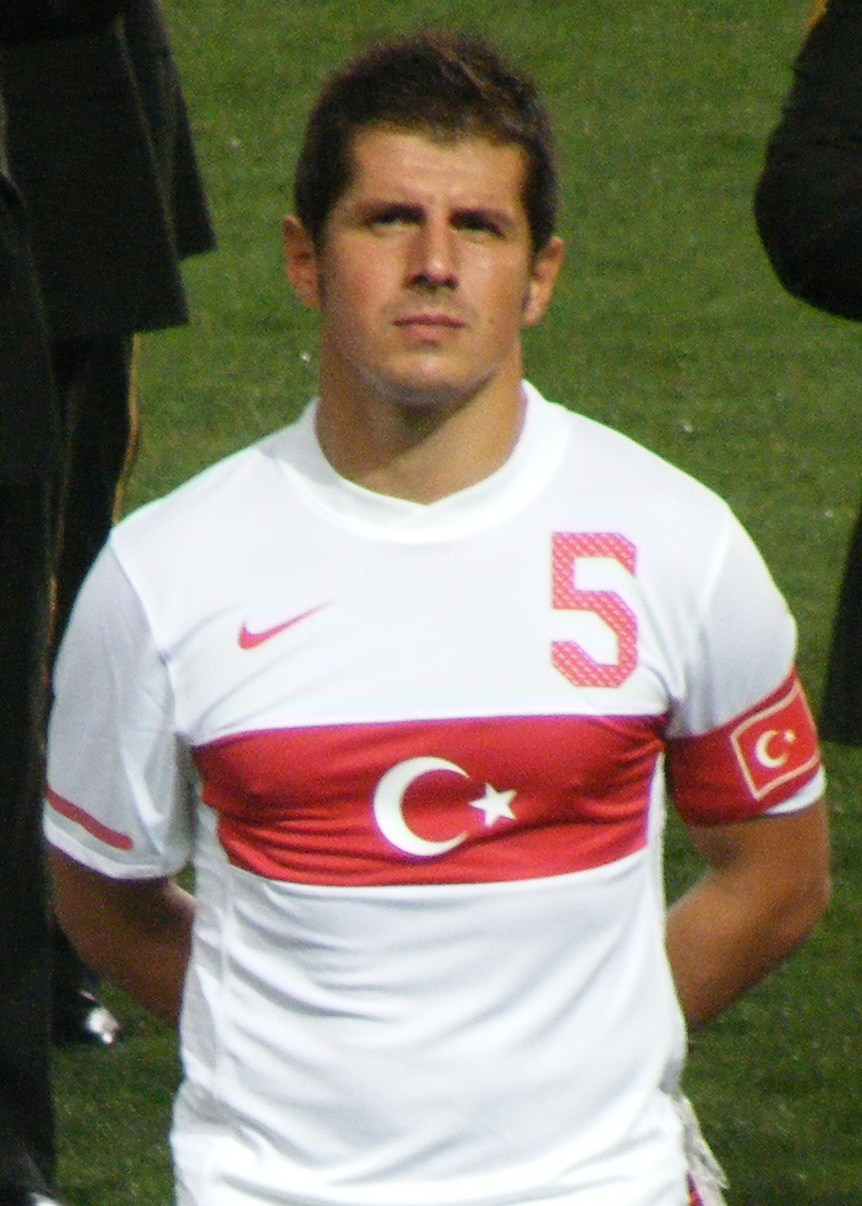
Emre como capitão da Turquia em 2010

### Seleção Nacional
Atuou pela Seleção Turca entre 2000 e 2019, disputando mais de 100 partidas e ajudando o time a chegar às semifinais da Copa do Mundo FIFA de 2002 e da Euro de 2008. Como parte das comemorações do centenário da FIFA, em 2004 Pelé nomeou-o para a FIFA 100, uma lista dos 125 maiores futebolistas vivos.

## Polêmicas
Em dezembro de 2006, durante a passagem pelo Newcastle, numa partida pela Premier League, Emre foi acusado de racismo contra o goleiro Tim Howard e o zagueiro Joleon Lescott, ambos negros e jogadores do Everton. No entanto, foi absolvido das acusações em março de 2007.
O meia voltaria a ser acusado de insultos racistas em dezembro de 2012, quando, atuando pelo Fenerbahçe, xingou o volante marfinense Didier Zokora num jogo contra o Trabzonspor, válido pela Süper Lig. Após o xingamento, ainda durante a partida, Zokora revidou cometendo uma falta duríssima em Emre.

## Títulos
Galatasaray
- Süper Lig: 1996–97, 1997–98, 1998–99 e 1999–00
- Copa da Turquia: 1998–99 e 1999–00
- Supercopa da Turquia: 1997
- Copa da UEFA: 1999–00
- Supercopa da UEFA: 2000

Internazionale
- Copa da Itália: 2004–05

Newcastle
- Copa Intertoto da UEFA: 2006

Fenerbahçe
- Süper Lig: 2010–11 e 2013–14
- Copa da Turquia: 2011–12 e 2012–13
- Supercopa da Turquia: 2009 e 2014

Atlético de Madrid
- Supercopa da UEFA: 2012

### Prêmios individuais
- Pirata d'Oro (Jogador do Ano da Internazionale): 2003
- FIFA 100: 2004[2]
- Melhor jogador da Süper Lig: 2009–10